# Liste der Naturdenkmale in Meinborn
Die Liste der Naturdenkmale in Meinborn nennt die im Gemeindegebiet von Meinborn ausgewiesenen Naturdenkmale (Stand 9. Oktober 2013).

## Naturdenkmale
| Nr.         | Bezeichnung    | Lage                       | Beschreibung  | Bild                                    |
| ----------- | -------------- | -------------------------- | ------------- | --------------------------------------- |
| ND-7138-443 | Alter Nussbaum | Sandstraße, bei Nr. 3 Lage | Juglans regia | Direkt Bild zu diesem Denkmal hochladen |